# Трихати (станція)
Трихати — проміжна залізнична станція 5-го класу Херсонської дирекції Одеської залізниці на неелектрифікованій лінії Колосівка — Миколаїв між станціями Ясна Зоря (10 км) та Баловне (11 км). Розташована за 300 м від північної околиці села Трихати Миколаївського району Миколаївської області.

## Історія
Станція відкрита 1944 року під первинною назвою Верхні Трихати.
У 1963 році відбулося об'єднання зі станцією Нижні Трихати, а  станція отримала сучасну назву — Трихати.

## Пасажирське сполучення
До повномасштабного російського вторгнення в Україну на станції Трихати зупинялися приміські поїзди сполученням Миколаїв-Вантажний — Колосівка (курсувала 
одна пара поїздів щоп'ятниці та щонеділі).